# ヨランド・ダラゴン
ヨランド・ダラゴン（Yolande d'Aragon, 1384年8月11日 - 1442年11月14日）は、百年戦争期のフランスの女性。アンジュー公・プロヴァンス伯兼ナポリ王ルイ2世・ダンジューの妻。アラゴン王フアン1世の長女。母はフランス貴族バル公ロベール1世の娘ヨランド。ヨランドはフランス語名で、スペイン語名はヨランダ（またはビオランテ）・デ・アラゴン（Yolanda(Violante) de Aragón）、カタルーニャ語名はビオラン・ダラゴー（Violant d'Aragó）。

## 生涯
1400年、アンジュー公ルイ2世と結婚した。ルイ2世はナポリ対立王であったが、結婚の前年、ラディズラーオ1世にナポリを奪還されていた。
父フアン1世の唯一の男子ハイメ（ヨランドの兄）は夭逝したため、アラゴン王位は父の弟マルティン1世が継承していたが、マルティンも嗣子に先立たれ、1410年に後継者を定めないまま没した。この時、ヨランドがマルティンの姪でありアラゴン王女であったことから、ヨランドの長男ルイが王位継承候補者の1人に挙がったが、王位を得ることはできなかった（カスペの妥協を参照）。
一方、フランスは内乱の真っ只中でブルゴーニュ派とアルマニャック派がパリと政治の主導権を奪い合う中、1414年にヨランドは王妃イザボー・ド・バヴィエールの下を訪ね、イザボーとフランス王シャルル6世の五男ポンティユー伯シャルル（後のフランス王シャルル7世）と長女マリーを婚約させ、夫の所領アンジェへシャルルを連れて行き息子達と共に教育を施した。翌1415年にプロヴァンスにも同行させたが、同年にイングランド軍が上陸したため急遽アンジェ、次いでパリへ戻りアルマニャック派と合流。アジャンクールの戦いでアルマニャック派がイングランド軍に大敗、1417年にシャルルは相次ぐ兄の死で王太子に選ばれたが、1418年にイングランドと結んだブルゴーニュ派によりパリが陥落、王太子がパリから南のブールジュへ逃れてきた際に庇護し王太子の宮廷へ入った。同年にブルゴーニュ派の首領でブルゴーニュ公ジャン1世（無怖公）との和睦を図ったが、王太子に反対され失敗している。
宮廷入りしてから所領のアンジュー・メーヌは家臣に任せ、自身は夫の死後ヴァロワ＝アンジュー家を束ね、エクス＝アン＝プロヴァンスを居城としてプロヴァンスの直接経営と外交に力を注いだ。1422年にマリーと王太子と結婚させる一方、次男ルネを1420年にロレーヌ公シャルル2世の長女イザベルと結婚させ、ロレーヌ公を相続させている。ルネはまた、ヨランドの母方の叔父ルイからバル公領も相続した。
対イングランドへ向けてブルゴーニュ公フィリップ3世（善良公）とシャルル7世の和解、およびブルターニュとフランスの結託が不可欠だと認識しており、1424年にブルターニュ公ジャン5世と休戦協定を交わし、同時にブルゴーニュの歓心も買うためジャン5世の弟で善良公の義兄でもあるアルテュール・ド・リッシュモンをフランス王国大元帥に任命させるようシャルル7世に働きかけ、1425年に実現させた。同年にブルターニュと同盟を締結させるまで順調に実績を上げたが、翌1426年にジャン5世がイングランドへ寝返り、ピエール・ド・ジアックらシャルル7世の寵臣がリッシュモンの足を引っ張り軍事行動の遅延などを招いたため、1427年にリッシュモンと組んでジアックを暗殺した。
だが、協力者のジョルジュ・ド・ラ・トレモイユがジアックの後釜に座り1428年にリッシュモンを排除、腐敗政治とリッシュモン攻撃にかまけてイングランド戦略は後退した。ラ・トレモイユは自らの支持基盤強化のためジャン・ド・クランと孫のジル・ド・レを登用したが、ヨランドにとっても2人の宮廷入りはメリットがあり、リッシュモンを失ったヨランドはブルターニュ交渉に尽力したジャンにアンジュー家の軍権を委ね、リッシュモンの代わりに軍事力を補おうとした。
1429年、ジャンヌ・ダルクがシャルル7世の宮廷を訪れ、イングランド軍に包囲されているオルレアンの救援を願い出た。ジャンヌはルネが婿入りしたロレーヌ近辺の場所に住んでいたため、ルネと側近のロベール・ド・ボードリクールを通してジャンヌを知ったヨランドは退廃した宮廷に一石を投じる切っ掛けとして考え、ジャンヌの旅支度やオルレアンへ向けての軍備を整えたのではないかとされている。オルレアン包囲戦とパテーの戦いでフランス軍が勝利すると主戦派が勢いづいたが、権力を崩されることを恐れたラ・トレモイユの妨害で戦線は膠着、翌1430年にヨランドはラ・トレモイユの命令を受けたジルに誘拐され、身代金を払い解放されている。1431年に再びジャン5世と交渉を行いフランス側へ引き戻し、翌1432年にリッシュモンを宮廷に復帰させラ・トレモイユの権力を揺るがせた。
ラ・トレモイユがリッシュモン復帰後も懲りずに妨害を続け対イングランド戦略に支障が生じたため、1433年にヨランドとリッシュモンは他の貴族達と結託してラ・トレモイユを誘拐、宮廷から追放させ主導権を確立した。三男シャルルがラ・トレモイユに代わりシャルル7世の側近に引き立てられ、以後は宮廷の指導者となったリッシュモンがブルゴーニュと同盟を結び、イングランドへの反撃を開始して領土奪還を推し進めていくのを見届け、1442年に58歳で亡くなった。
なお、幼少期の孫娘マルグリット・ダンジュー（マーガレット・オブ・アンジュー、ルネ・イザベル夫妻の次女）を養育したことがあり、ヨランド死後の1445年、イングランドとフランスの休戦条件としてマルグリットは渡英、マーガレットと改めイングランド王ヘンリー6世と結婚した。やがてマーガレットは王妃として政治手腕を発揮、薔薇戦争で主導的な役割を果たすことになる。

## 子女
母の従弟にあたり、アンジュー公、プロヴァンス伯、ナポリ王であったルイ2世と1400年に結婚した。2人の間の成人した子供は次の通りである。
- ルイ3世（1403年 - 1434年） - アンジュー公、プロヴァンス伯
- マリー（1404年 - 1463年） - フランス王シャルル7世と結婚。
- ルネ（1409年 - 1480年） - アンジュー公、プロヴァンス伯、ロレーヌ公、ナポリ王
- ヨランド（1412年 - 1440年） - ブルターニュ公フランソワ1世と結婚。
- シャルル（1414年 - 1472年） - メーヌ伯

## ヨランド・ダラゴンが登場する作品

### 漫画
- 岡児志太郎『デゾルドル』講談社、月刊モーニングtwo、2017年 - 連載中
- 山岸凉子『レベレーション(啓示)』、講談社、週刊モーニング - 連載中

### 映画
- 『ジャンヌ 愛と自由の天使／ジャンヌ 薔薇の十字架（フランス語版）』1994年。二部構成で、日本ではオリジナルより短い短縮バージョンが公開。完全版は『ジャンヌ・ダルク/I 戦闘　II 牢獄』の邦題で公開。（演・Martine Pascal）
- 『ジャンヌ・ダルク』 - 1999年公開（演・フェイ・ダナウェイ）